# フライト・キャプテン 高度1万メートル、奇跡の実話
『フライト・キャプテン 高度1万メートル、奇跡の実話』（フライト・キャプテン　こうどいちまんメートル、きせきのじつわ 原題: 中国机长）は、アンドリュー・ラウ監督による2019年の中国映画。2018年に起きた四川航空8633便不時着事故の映画化である。中国で450億円を超えるヒットとなった。
日本では2019東京・中国映画週間で『高度一万メートルの奇跡』の邦題で上映された後、2020年に『フライト・キャプテン 高度1万メートル、奇跡の実話』の邦題で劇場公開された。

## あらすじ
重慶江北国際空港からチベットのラサ・クンガ空港に向かう飛行機が飛行中、フロントガラスが割れ、墜落の危機に陥ってしまう。機長たちは難しい操縦を行いながら乗客の安全を確保し、四川省の成都双流国際空港への不時着を成功させる。

## キャスト
※本作の役名は実名を使用しているが、当事者のプライバシー保護の為、本記事では割愛する
- 運航乗務員
  - チャン・ハンユー - 機長
  - オウ・ハオ - 副操縦士
  - ドゥー・ジアン - 第二機長
- 客室乗務員
  - ユアン・チュアン - 乗務長（チーフパーサー）
  - チャン・ティエンアイ
  - リー・チン
  - チャン・ヤーメイ
  - 楊祺如
- ガオ・ゴー - 安全員

## スタッフ
- 監督 - アンドリュー・ラウ
- 製作 - アンドリュー・ラウ、ペギー・リー
- 脚本 - ユー・ヨンガン
- 撮影 - アンドリュー・ラウ、フォン・ユンマン
- 編集 - アズラエル・チャン、李建祥、辛子敏
- アクション指導 - リー・ダーチウ、夏小龍、林祥堅
- 音楽 - チャン・クォンウィン、チャン・ジーイー